# Cymothoe johnstoni
Cymothoe johnstoni är en fjärilsart som beskrevs av Butler 1902. Cymothoe johnstoni ingår i släktet Cymothoe och familjen praktfjärilar. Inga underarter finns listade i Catalogue of Life.